# Melissa (album)
A Melissa a Mercyful Fate dán heavy metal együttes első nagylemeze. Az 1983. október 30-án megjelent album volt a holland Roadrunner Records legelső saját kiadványa. Az Egyesült Államokban a Megaforce Records adta ki a lemezt.
A lemezt 2017-ben a Rolling Stone magazin Minden idők 100 legjobb metalalbuma listáján a 17. helyre rangsorolta.

## Az album dalai
Az összes dalszöveg szerzője King Diamond, az összes szám szerzője Hank Shermann.
| 1. | Evil                           | 4:45 |
| 2. | Curse of the Pharaohs          | 3:57 |
| 3. | Into the Coven                 | 5:11 |
| 4. | At the Sound of the Demon Bell | 5:23 |

| 5. | Black Funeral | 2:50  |
| 6. | Satan's Fall  | 11:23 |
| 7. | Melissa       | 6:40  |

## 25 éves jubileumi kiadás
| 8.  | Black Masses (Outtake)                      | 4:31  |
| 9.  | Curse of the Pharaohs (BBC Radio 1 Session) | 3:52  |
| 10. | Evil (BBC Radio 1 Session)                  | 4:02  |
| 11. | Satan's Fall (BBC Radio 1 Session)          | 10:29 |
| 12. | Curse of the Pharaohs (Demo)                | 4:26  |
| 13. | Black Funeral (Demo)                        | 2:54  |

| 1. | Doomed by the Living Dead |  |
| 2. | Black Funeral             |  |
| 3. | Curse of the Pharaohs     |  |

## Közreműködők
| Mercyful Fate - King Diamond – ének - Hank Shermann – gitár - Michael Denner – gitár (1–11. dalok) - Timi "Grabber" Hansen – basszusgitár - Kim Ruzz – dobok További zenészek - Benny Peterson – gitár (12–13. dalok) | Produkció - Producer: Henrik Lund - Hangmérnök: Jacob J. Jorgensen - Keverés: Henrik Lund, Mercyful Fate - Lemezborító: Thomas Holm (Studio Dzyan) - Fényképek: Thomas Grondahl - 9–11. dalok – producer és keverés: Tony Wilson, hangmérnök: David Dade - 12–13. dalok – producer: Mercyful Fate |

## Fordítás
Ez a szócikk részben vagy egészben  a   Melissa (Mercyful Fate album) című angol Wikipédia-szócikk fordításán alapul.  Az eredeti cikk szerkesztőit annak laptörténete sorolja fel. Ez a jelzés csupán a megfogalmazás eredetét és a szerzői jogokat jelzi, nem szolgál a cikkben szereplő információk forrásmegjelöléseként.